# Нагаи, Кафу
Ка́фу Нага́и (1879—1959) — японский писатель, драматург и мемуарист. Представитель так называемой школы эстетов в японской литературе. Часть своих литературных произведений Кафу писал на классическом японском языке — бунго, а часть на современном.

## Биография
Стал знаменитым благодаря ряду произведений, описывающих жизнь Токио в начале XX века, в частности жизнь гейш, проституток, танцовщиц и других представительниц столичного мира развлечений.
В 1901 году стал работать репортером в газете «Ямато симбун». Там он проработал год.
В 1903 году уехал в Америку. Позднее некоторое время жил во Франции. В 1907 году вернулся в Токио.
Свои впечатления от жизни в Америке Нагаи Кафу запечатлел в книге «Рассказы об Америке» («Америка моногатари»), опубликованной в 1908 году.
Ознакомившись с творчеством Золя, Мопассана, Гонкуров, Кафу решил составить антологию французской литературы конца XIX—XX веков. В 1913 году он издал сборник «Кораллы» («Санго-сю»), содержащий осуществленные им переводы Бодлера, Верлена, Рембо, Ренье и других французских поэтов и писателей.
Автор повести «Цветы ада» (1902), романа «Язвительная усмешка» (1910), рассказа «Вечерняя чарка» (1958) и ряда других произведений.

## Сочинения
- Нагаи Кафу. Рисовые шарики.- Японская новелла.1945-1960. М., 1961.
- Kafu Nagaï Le jardin des pivoines suivi de cinq récits d'écrivains japonais contemporains. Paris, au Sans Pareil , 1927 traduction de Serge Elisseev,. 146 с.